# Route nationale 694
Die Route nationale 694, kurz N 694 oder RN 694, war eine französische Nationalstraße, die von 1933 bis 1973 in zwei Abschnitten zwischen der ehemaligen Nationalstraße 9 westlich von Moulins und Marmignolles verlief. Ihre Gesamtlänge betrug 45 Kilometer.